# بستان‌لیق، آق‌سرای
بستان‌لیق (به ترکی استانبولی: Bostanlık) یک منطقهٔ مسکونی در ترکیه است که در آق‌سرای واقع شده‌است.